# جفبلار حلو
جفبلار حلو (الاسم العلمي:Dichapetalum edule) هو نوع من النباتات يتبع جنس الجفبلار من الفصيلة الجفبلارية.